# 魔間煞星
是一部2008年的新黑色動作驚悚電影，改編自遊戲開發商綠美迪娛樂與發行商Rockstar Games的英文同名電子遊戲系列《英雄本色》。本片由約翰·摩爾執導，Beau Thorne編劇。主演是麥克·華堡，飾演片名角色Max Payne，其他演員有米娜·古妮絲、路達克里斯和博·布里奇斯。故事反複關於報復主題，集中講述一名警察在紐約市的黑社會裡，調查他妻子和兒子的死。
本片的評價大多數負面，原因是缺乏角色發展和原創性，以及與本片所根據的電子遊戲有許多差異。雖然負面如潮，但全球票房得到超過8500萬美元。

## 劇情
麥斯·潘恩（麥克·華堡 飾演）是位警探，他的妻女因他死於非命，誓為家人復仇的麥斯不斷追查幕後真兇，據調查殺害他妻兒的罪犯是服用了一種名為「Valkyr」的新式毒品，為了調查毒品的來源，麥斯成為臥底，深入黑手黨的家族。在一次接頭行動中，前來的同事被人槍殺，然而，他卻成為了局裡懷疑的對象，身份從臥底警探變成通緝犯。麥斯試圖從娜塔莎薩克斯（歐嘉·柯瑞蘭寇 飾演）身上找尋有用的線索，但娜塔莎卻在離開麥斯的公寓後被謀殺，讓麥斯又成了殺人嫌犯。麥斯遇到對他窮追猛打的殺手莫娜薩克斯（米娜·古妮絲 飾演），莫娜本以為麥斯強暴了她的妹妹又將她殺死，然而莫娜卻發現原來她和麥斯所尋找的仇家，竟然是同一個人。

## 演員
- 麥克·華堡 飾 探員Max Payne（英语：Max Payne (character)）
- 博·布里奇斯 飾 B.B. Hensley
- 路達克里斯 飾 Jim Bravura
- 米娜·古妮絲 飾 Mona Sax（英语：Mona Sax）
- 基斯·奧當奴 飾 Jason Colvin
- 妮莉·費塔朵 飾 Christa Balder
- 凱特·波頓（英语：Kate Burton (actress)） 飾 Nicole Horne
- 唐納·羅格 飾 Alex Balder
- 阿莫瑞·諾拉斯克 飾 Jack Lupino
- 歐嘉·柯瑞蘭寇 飾 Natasha Sax
- 喬爾·戈登（英语：Joel Gordon） 飾 Owen Green
- 傑米·赫克托（英语：Jamie Hector） 飾 Lincoln DeNeuf
- 史蒂芬·哈特（英语：Stephen R. Hart） 飾 紋身店老闆
- 詹姆斯·麥卡菲 飾 Jack Taliente（未掛名）
- Marianthi Evans 飾 Michelle Payne

## 外部連結
- AllMovie上《Max Payne》的资料（英文）
- 互联网电影数据库（IMDb）上《Max Payne》的资料（英文）
- Metacritic上《Max Payne》的資料（英文）
- 爛番茄上《Max Payne》的資料（英文）
- Box Office Mojo上《Max Payne》的資料（英文）